# Provincia Meridionale (Zambia)
La provincia Meridionale è una provincia dello Zambia.

## Distretti
La provincia è suddivisa nei seguenti distretti:
| Distretto    | Superficie km² |
| ------------ | -------------- |
| Chikankata   | 2 689          |
| Chirundu     | 1 395          |
| Choma        | 5 185          |
| Gwembe       | 4 002          |
| Itezhi-Tezhi | 15 767         |
| Kalomo       | 8 384          |
| Kazungula    | 18 035         |
| Livingstone  | 689            |
| Mazabuka     | 4 025          |
| Monze        | 4 788          |
| Namwala      | 5 685          |
| Pemba        | 1 866          |
| Siavonga     | 2 558          |
| Sinazongwe   | 4 830          |
| Zimba        | 5 452          |